# Soldier of Fortune
Soldier of Fortune là tựa game bắn súng góc nhìn thứ nhất dựa trên một tạp chí có thật cùng tên do hãng Raven Software phát triển và Activision phát hành vào ngày 29 tháng 2 năm 2000 cho Microsoft Windows. Về sau game được phát hành cho hệ máy PlayStation 2 cũng như Dreamcast, trong khi Loki Software cũng làm bản chuyển thể sang Linux. Nhà sản xuất còn cho làm thêm hai phần tiếp theo dành cho tựa game này.

## Cốt truyện
Câu chuyện liên quan đến hành vi trộm cắp vũ khí hạt nhân, và kẻ thù chính hóa ra là một nhóm tân phát xít người Hà Lan Nam Phi có trụ sở tại Đức, dưới sự lãnh đạo của Sergei Dekker đang sống lưu vong ở Nam Phi. Vào đầu game, nhóm khủng bố đã ra tay đánh cắp bốn loại vũ khí hạt nhân từ một kho lưu trữ tại Nga, và tiến hành buôn bán cho các quốc gia khác nhau. Đây chính là màn dạo đầu cho việc thâu tóm vũ khí hủy diệt hàng loạt tiên tiến của nhóm khủng bố này. John Mullins, đang làm việc cho tổ chức lính đánh thuê ("soldier of fortune") có trụ sở tại Mỹ được biết đến với tên gọi duy nhất "The Shop", và đồng đội của anh là Aaron "Hawk" Parsons, được cấp trên tin tưởng giao nhiệm vụ ngăn chặn số vũ khí hạt nhân rơi vào tay kẻ xấu và phá vỡ âm mưu thâm độc của bọn khủng bố xấu xa. Hàng loạt nhiệm vụ ly kỳ sẽ đưa nhân vật chính đặt chân đến New York City, Sudan, Siberia, Tokyo, Kosovo, Iraq, Uganda và cuối cùng là nước Đức.

## Lối chơi
Nhân vật chính trong Soldier of Fortune là John Mullins, một nhân vật có thật, được chính phủ Mỹ thuê thực hiện một sứ mạng đặc biệt: phát hiện, theo dõi và tiêu diệt một nhóm khủng bố nguy hiểm đang toan tính đánh cắp 4 đầu đạn hạt nhân để thực hiện một cuộc khủng bố nhắm vào thường dân. Trong vai John nhiệm vụ của người chơi là không cho chúng kịp thực hiện kế hoạch khủng bố. Sự an toàn của cả thế giới nằm trong tay người chơi. Để hoàn thành nhiệm vụ, người chơi sẽ phải liên lạc với nhiều người nhằm phát hiện và theo dõi bọn khủng bố trong suốt 10 nhiệm vụ của mình. Các nhiệm vụ này trải dài trong 31 màn và diễn ra tại nhiều nơi trên thế giới. Trong game, người chơi được trang bị các loại phương tiện và vũ khí hiện đại, đồng thời môi trường cũng được tái tạo khá hoàn hảo: các hiệu quả hình ảnh đặc biệt như sương mù, ánh sáng thật..., các đoạn video sinh động và những kẻ thù thông minh. Đặc biệt là game này chỉ hỗ trợ card 3D nên hình ảnh rất đẹp, hãng sản xuất cho biết game được xây dựng trên nền tảng của game engine Quake II. Game cũng hỗ trợ một số kỹ thuật âm thanh mới như A3D2.0 và SB LIVE 2.0.
Soldier of Fortune nổi tiếng vì khắc họa rõ nét cảnh súng ống bắn nát cơ thể con người. Yếu tố đồ họa đậm chất bạo lực này chính là điểm lôi cuốn trong phong cách chính của game, giống như môi trường có thể phá hủy được của Red Faction hay hiệu ứng bullet time của Max Payne. Bộ engine GHOUL đủ sức mô tả hình ảnh bạo lực tối đa trong game, theo đó bộ phận cơ thể của nhân vật lên tới 26 vùng đều có thể chịu tổn hại riêng biệt. Ví dụ, nếu người chơi bắn vào đầu bằng một khẩu súng mạnh thường làm cho đầu của mục tiêu phát nổ, chỉ chừa lại phần cổ rướm máu; dùng khẩu shotgun bắn trúng ngay dạ dày làm cho đống ruột của đối phương lòi hết ra ngoài, và một phát bắn vào hạ bộ sẽ khiến nạn nhân giẫy giụa trong đau đớn một vài giây trước khi gục chết tại chỗ. Người chơi còn có thể nã đạn vào tay chân của kẻ thù (đầu, cánh tay, chân) đến mức chỉ còn lại phần thân rướm máu. Trong nhiệm vụ cuối cùng game còn cung cấp thêm một loại vũ khí vi sóng giả tưởng, làm cho kẻ thù bốc cháy hoặc phát nổ, tùy thuộc vào chế độ bắn. Tuy nhiên, nhiều lúc người chơi không cần phải đổ máu vô ích mà chỉ đơn giản là bắn rơi vũ khí trong tay quân thù khiến chúng ngồi co rúm lại đầu hàng ngay lập tức. Trò chơi cũng có những tùy chọn mật khẩu bảo vệ để vô hiệu hóa tất cả các cảnh máu me và thậm chí còn có một phiên bản khóa chặt vĩnh viễn những cảnh bạo lực quá mức mang tên Soldier of Fortune: Tactical Low-Violence Version. Trong mục chơi nối mạng, có bảy kiểu chơi khác nhau: Arsenal, Assassination, Capture the Flag, Conquer the Bunker, Control, Deathmatch và Realistic Deathmatch.

## Phát triển
Raven Software đã mua lại giấy phép từ tạp chí lính đánh thuê Soldier of Fortune để sản xuất một tựa game dựa theo ấn phẩm này. Trò chơi được xây dựng xung quanh một phiên bản tùy chỉnh của game engine Quake II. Đây là tựa game đầu tiên sử dụng bộ engine gây sát thương mô hình GHOUL do chính Raven Software phát triển. Bộ engine này giới thiệu khả năng băm nát cơ thể kẻ thù trong chiến đấu, làm tăng thêm tính hiện thực của game. Những bản cập nhật của hệ thống GHOUL về sau còn được đưa vào sử dụng trong các game của Raven như Soldier of Fortune II: Double Helix và Star Wars Jedi Knight II: Jedi Outcast.
Game lúc đầu được cho là mang tính thực tế hơn nhiều, với đủ loại vũ khí hầu hết đều có thực ngoài đời, và nếu người chơi bị tổn thương thì sẽ gặp khó khăn trong di chuyển và khả năng xoay xở của mình, tùy thuộc vào vị trí và bị trúng đạn bao nhiêu lần. Năm 1998 (trước khi xảy ra chiến tranh Kosovo) game cũng được cho là dựa vào bối cảnh một phần nào tại Bosnia thay vì Kosovo. Trò chơi đã được AMD Eyefinity chứng nhận.

## Đón nhận
Soldier of Fortune được ca ngợi như một tựa game bắn súng đầy thú vị và mạnh bạo, với một lời khen ngợi vĩ đại nhất của trò chơi chính là đồ họa đậm chất máu me và bạo lực, mà cả những người ủng hộ lẫn những kẻ gièm pha đều cho là thực tế hơn hầu hết các tựa game bắn súng góc nhìn thứ nhất. Đa phần lời phê bình đều mang tính tích cực, với GameRankings chấm số điểm trung bình là 82.30% dành cho bản PC. Tuy vậy, sự đón nhận dành cho bản Dreamcast thì kém hơn thế nữa, với số điểm trung bình là 71.06% (những người viết bài đánh giá đều chỉ trích thời gian nạp game thường kéo dài rất lâu trong bản này).

### Tranh cãi về bạo lực
Năm 2000, sau khi nhận được đơn khiếu nại từ một thành viên của công chúng về nội dung tường tận của trò chơi, Cơ quan Phân loại Phim ảnh British Columbia đã điều tra và quyết định cảnh bạo lực, máu me và các hành vi tra tấn là không phù hợp cho những người dưới 18 tuổi. Trong một quyết định gây tranh cãi, trò chơi đã được dán nhãn là "phim ảnh dành cho người lớn" và được phân loại thành một bộ phim khiêu dâm. Tại Đức, trò chơi được xếp vào danh mục của Cục Phương tiện truyền thông gây tác hại cho Thanh thiếu niên Liên bang.

## Phần tiếp theo
Sau sự thành công của bản đầu tiên, Raven Software và Activision sau này đã cho tung ra phần tiếp theo với tên gọi Soldier of Fortune II: Double Helix vào năm 2002, dựa trên bộ engine của Quake III: Team Arena. Lúc đầu chỉ phát hành cho Windows,  mãi về sau mới được chuyển thể sang cho Xbox. Phần thứ ba trong dòng game nhan đề Soldier of Fortune: Payback do hãng Cauldron HQ phát triển và phát hành vào ngày 14 tháng 11 năm 2007.